# Кримська Автономна Радянська Соціалістична Республіка
Кримська Автономна Соціалістична Радянська Республіка (рос. Крымская Автономная Социалистическая Советская Республика, тогочасною крим. Qrьm Avonomjalь Sotsialist Sovet Respublikasь, сучасною крим. Qırım Muhtar Sotsialist Şuralar Cumhuriyeti, до 5 грудня 1936 — Автономна Кримська Соціалістична Радянська Республіка) — національно-територіальна автономія кримських татар, що існувала на території Криму з 1921 по 1945 роки, коли вона була скасована після визнаної незаконною та злочинною депортації кримських татар.
Державними мовами визнавалися — кримськотатарська (в документі того часу — «татарська») та російська, корінними народами — кримські татари та караїми. Займала всю територію Кримського півострова.
Облік населення півострова внаслідок численних фальсифікацій дав такі результати за національним складом: 50 % — росіяни (у цю графу було об'єднано разом росіян, українців і білорусів), 25 % — татари, решта — представники всіх інших національностей — болгари, вірмени, греки, караїми, кримчаки, німці та інші.

## Історія
Створена 18 жовтня 1921 радянським державним і партійним діячем татарином Саїд-Галієв Сахиб-гару. Першим фактичним головою республіки став кримський татарин Велі Ібраїмов, якого пізніше, 1928, репресували та незаконно розстріляли.
У 1924 ліквідований наркомат національностей. Після цього «Особливе представництво» перейшло до ведення ВЦВК, його завданням вважалося вирішення в урядових органах РСФРР питань господарчого та культурного будівництва Криму. Діяло до грудня 1938, доки остаточно не було ліквідоване.

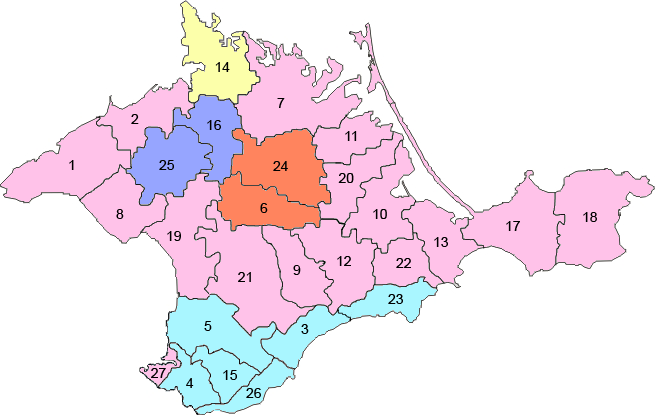
Національні райони у складі Кримської АРСР, 1930-ті роки:
український (Ішуньський)
єврейські
німецькі
кримськотатарські

Згідно з Конституцією РРФСР всі АРСР у її складі були національно-територіальними утвореннями. На думку деяких українських дослідників, національний характер автономії був лише декларативним, номінальним.
На початок 1926 р. в КАСРР вже налічувалося 29 німецьких сільських рад та 16 сільрад, де німці складали більшість, також в республіці існувало 7 – болгарських; 5 – грецьких; 1 – вірменська; 1 – єврейська; по одній чеській та естонській сільській раді.
Найбільша кількість національних сільських рад знаходилося у Сімферопольському районі – 9 німецьких і 6 змішаних, Джанкойський район – 7 і 6, Євпаторійський – 6 і 2 та у Феодосійському районі 4 і 2 відповідно.
 
У 1927 р. було 29 німецьких сільрад. Поряд з ними діяло 144 татарські сільради, 14 – єврейських, 9 – болгарських, 8 – грецьких, 3 – українських, 2 – вірменських, 2 – естонських і 1 – чеська. 
Автономію ліквідували 30 червня 1945 після депортації з Кримського півострову кримських татар, греків, болгар, німців.
У 1945–1991 існувала Кримська область, передана в 1954 зі складу РРФСР до УРСР.

### Відтворення
Після референдуму в січні 1991 автономію (вже не кримськотатарську) відтворено (але не відновлено) 12 лютого тепер у складі Української РСР.
На загальне голосування було винесено питання: «Ви за відтворення Кримської Автономної Радянської Соціалістичної республіки як суб'єкта Союзу РСР і учасника Союзного договору?» (рос. «Вы за воссоздание Крымской автономной Советской социалистической Республики, как субъекта СССР и участника Союзного договора?»), тоді як, згідно рішення ВР СРСР від 29.11.1989, відновлення прав кримськотатарського народу було неможливо без відновлення (восстановления) автономії, про референдум в указі нічого не сказано.
26 лютого 1992 перейменована на Республіку Крим, із 21 вересня 1994 — Автономна Республіка Крим.
Автономію так і не було відновлено. Радянський державний та партійний діяч Анастас Мікоян у своїх мемуарах згадував, чому нібито не могла бути відновлена автономія кримських татар:
|                                                          | Головна причина, чому не була відновлена Кримсько-Татарська автономна республіка, полягала в наступному: територія її була заселена іншими народами, і за повернення татар довелося б дуже багато людей знову переселяти. Оригінальний текст (рос.) Главная причина, почему не была восстановлена Крымско-Татарская автономная республика, заключалась в следующем: территория ее была заселена другими народами, и при возвращении татар пришлось бы очень много людей снова переселять. |
| — Анастас Мікоян, радянський державний та партійний діяч | |

## Національний склад
За попередніми результатами сталінського перепису 1939 року населення Кримської АРСР нібито складало 1 млн. 126 тис. осіб, з яких нібито 49,6 % становили росіяни, 19,4 % кримські татари, 13,7 % українці, 5,8 % євреїв, 4,5 % німців.
За даними радянського історика і дисидента Л. М. Алексєєвої, до початку Другої світової війни в Криму проживало 560 тисяч кримських татар.